# Klas Henriksson (Horn)
Klas Henriksson, född omkring 1445, död omkring 1520, var en svensk häradshövding, lagman och riksråd.

## Biografi
Klas Henriksson bevittnade 1466 en donation och var då myndig.
Han kallades väpnare år 1478. Han var häradshövding i Halikko från 1472 till 1486.  I landsrätten satt han åren 1476, 1488 och 1504.  Han blev lagman i Söderfinne kring nyår 1487 och var sådan ännu år 1518.  Han deltog även i räfstetingen 1512–1513. Klas Henriksson var riksråd från 1488 eller senast 1497 till sin död omkring 1520. Troligen hade han blivit det samtidigt som han blev lagman år 1487.  Som representant för riksrådet förhandlade han 1488 med Livländska orden och 1493 med ryssarna. Klas var i slottsloven på Viborg då de ryska trupperna angrep staden hösten 1495.  Han ledde tillsammans med Joakim Fleming det bakre försvaret vid Kymmene älv. 
Klas Henriksson deltog 1499 i valet av Kristian I till svensk kung. Han fick i oktober 1505 i uppdrag av riksföreståndaren Svante Nilsson (Sture) att sköta om skatteuppbörden i dennes förläning Raseborgs län. Julen 1506 var Klas Henriksson medlem i en fredsdelegation i Viborg men ryssen uteblev. I juli 1507 var han bland de ledande män som skrev till riksföreståndaren och bad om hjälpstyrkor till Åbo då danskarna hade förhärjat Åland. I oktober 1509 i Stockholm skrev Klas Henriksson som medlem av riksrådet under en fredstraktat med Lybeck. Han deltog sommaren 1511 i det möte i Stockholm där riksföreståndarens avgång krävdes. Klas följde 1512 riksrådets linje då det i april slöt fred med Danmark, i juni svor att hålla fast vid fredsvillkoren och ändå i juli valde Sten Sture den yngre till riksföreståndare. Klas deltog i valet och det var veterligen hans sista herremöte i Sverige. Ännu år 1518 nämns han i källorna och han fick i juni 1520 med andra finska frälsemän bannor av kung Kristian eftersom han inte hade tagit emot kungen i Stockholm.  Klas Henriksson dog kort efter detta, senast år 1524.

## Familj
Klas Henriksson var son till frälsemannen Henrik Olofsson (Horn) och en dotter till Klas Lydekesson Djäkn.
Klas Henriksson gifte sig efter september 1469 med sin syssling Kristina, som var dotter till riksrådet Christiern Håkansson Frille och Elin Jakobsdotter. Hon avled före 1509. 
Klas gifte om sig omkring 1510 med Kristina, dotter till (Jakob?) och Malin Nilsdotter (Poitz).
Hans sätesgård var Åminne i Halikko. Han ärvde Kankas i Masku efter sin syster Alissa.

### Barn i första giftet
- Krister (omkring 1504–1520), slottsfogde.
- Margareta. Gift med häradshövdingen Jöns Andersson Garp (omkring 1484–1512).[5]
- Kerstin (eller Brita). Gift med väpnaren Peder i Hevonpää (Jägerhorn af Spurila).

### Barn i andra giftet
- Henrik (omkring 1512–1595), häradshövding, lagman, ståthållare och fältöverste.